# Ngô Chu Chương
Ngô Chu Chương (chữ Hán: 吳周章), là vị vua thứ năm của nước Ngô tồn tại từ cuối thời nhà Thương sang thời Đông Chu trong lịch sử Trung Quốc.
Ông mang họ Cơ, là con của Ngô Thúc Đạt – quân chủ thứ 4 nước Ngô.
Theo Sử ký, trong thời gian Ngô Chu Chương làm quân chủ có biến cố lớn: Cơ Phát, con của Cơ Xương - người theo thế phả họ Cơ là chú của ông – đã dẫn đầu các chư hầu diệt nhà Thương lập ra nhà Chu, tức là Chu Vũ Vương.
Chu Vũ vương sai tìm con cháu Ngô Thái Bá và Trọng Ung và tìm được Ngô Chu Chương. Nhân đó Chu Vũ vương chính thức phong cho Chu Chương làm quân chủ nước Ngô, đồng thời phong cho em ông là Cơ Trọng làm quân chủ nước Ngu ở đất Hạ Khư - phía bắc đất Chu. Cả hai anh em ông từ đó trở thành chư hầu nhà Chu.
Sử sách không ghi chép thời gian ông làm quân chủ, không rõ ông mất năm nào. Sau khi ông mất, con ông là Cơ Hùng Toại lên nối ngôi.